# 南宁红豆
南宁红豆（学名：Ormosia nanningensis），为豆科红豆属下的一个种。

## 扩展阅读
維基物種上的相關：南宁红豆